# Sails.js
Sails.js (або Sails )  — це MVC фреймворк веб-додатків, розроблений на основі середовища Node.js  випущено як безкоштовне програмне забезпечення з відкритим вихідним кодом за ліцензією MIT .   Його розроблено, щоб полегшити створення спеціальних веб-додатків і API на Node.js корпоративного рівня.  Цей фреймворк емулює архітектуру MVC інших фреймворків, таких як Ruby on Rails  він пропонує подібний шаблон і знайомі підходи, зменшуючи когнітивне навантаження під час перемикання між іншими фреймворками/мовами.

## Особливості
Sails.js пропонує безліч функцій. Він побудований на Node.js і Express.js, що дозволяє створювати програми на 100% на JavaScript. Це включає в себе моделі, представлення, контролери, конфігураційні файли та адаптери (наприклад, бази даних).
Як і Ruby on Rails, Sails.js надає інтерфейс об’єктно-реляційного відображення за допомогою Waterline.js, який абстрагує взаємодію з базою даних. Це забезпечує уніфікований API незалежно від використовуємої бази даних. 
Також в фреймворк включено ряд інших пакетів, які дозволяють швидко автоматично генерувати REST API, для вебсокетів за замовчуванням використовується Socket.io; а функції сумісності робить його front-end частину незалежною, що дозволяє підтримувати багато інструментів і фреймворків ( AngularJS, React.js, Android, iOS тощо).

## Дивіться також
- Фреймворк JavaScript
- Бібліотека JavaScript